# TMF Group
TMF Group (Trust Management Finance) ist ein Outsourcing-Unternehmen für Management und Accounting mit 4.600 Mitarbeitern in 100 Büros in 84 Ländern.
TMF erbringt Dienstleistungen im Bereich Management, allgemeine Verwaltung, Buchhaltung für Gesellschaften, Payroll & HR sowie Umsatzsteuer- und Versicherungssteuer-Compliance. Unter anderem betreut das Unternehmen eine Vielzahl von Briefkastengesellschaften für internationale Wirtschaftskonzerne und Unternehmen der römisch-katholischen Kirche in Deutschland.
TMF Group gehört seit 2008 zur britischen Investmentfirma Doughty Hanson & Co. 2011 fusionierte TMF mit Equity Trust. Die TMF Deutschland AG hat ihren Sitz in Frankfurt am Main sowie in München. Als Tätigkeiten der deutschen Niederlassung werden u. a. Finanz- und Anlageberatung sowie Payroll & HR angegeben.